# Elinor Wylie

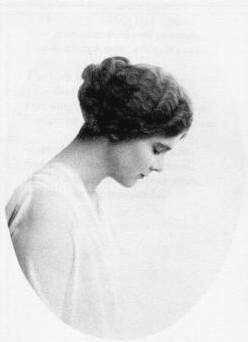
Elinor Morton Wylie

Elinor Morton Wylie (7 de septiembre de 1885-16 de diciembre de 1928) fue una poetisa norteamericana muy popular en los años veinte del pasado siglo. Según se acostumbraba a afirmar, fue tan famosa tanto por su sensual y melódica poesía como por su etérea y hermosa personalidad.
Nació en Somerville (Nueva Jersey), en una familia acomodada. Su abuelo fue Henry M. Hoyt, gobernador del estado de Pensilvania. Y su tía la poetisa Helen Hoyt. Sus padres, Henry Martyn Hoyt y Anne Morton McMichael, tuvieron cinco hijos de los cuales ella era la mayor.
Elinor Wylie se casó varias veces y tuvo otras relaciones extramatrimoniales, lo cual provocó cierto escándalo en la sociedad de su época. El 13 de diciembre de 1906 celebró su primera boda con Philip Simmons Hichborn, con el cual tuvo un hijo: Philip Simmons Hichborn. La inestabilidad emocional de su marido le hacía sentir desgraciada en su relación. Además, sufrió el acoso obsesivo de cierto abogado, Horace Wiley, casado y padre de tres hijos. Tras la muerte de su padre, Elianor abandonó a su esposo e hijo para irse a vivir con Wiley (su marido posteriormente se suicidaría). Debido a los escándalos, la pareja decide irse a vivir a Inglaterra.
En 1912, alentada por Wiley, decide publicar sus primeros versos de forma anónima bajo el título de "Incidental Number".
Cuando la esposa de Horace acepta finalmente el divorcio, deciden regresar a los Estados Unidos donde contraen matrimonio. Sin embargo, la pareja comienza a distanciarse. Por esa época Elinor comienza a frecuentar diversos círculos literarios neoyorkinos, en los cuales hace amistad con John Peale Bishop, Edmund Wilson, John Dos Passos, Sinclair Lewis, Carl Van Vechten y William Rose Benét.

## Publicaciones

### Poesía
- Incidental Numbers. Londres: Colección privada, 1912.
- Nets to Catch the Wind. Nueva York: Harcourt, Brace, 1921.
- Black Armour. Nueva York: Doran, 1923.
- Trivial Breath. Nueva York, Londres: Knopf, 1928.
- Angels and Earthly Creatures: A Sequence of Sonnets Henley on Thames, Reino Unido: Borough Press, 1928. (también llamado: One Person).
- Angels and Earthly Creatures. Nueva York, Londres: Alfred A. Knopf, 1929. (incluye Angels and Earthly Creatures: A Sequence of Sonnets).
- Birthday Sonnet. Nueva York: Random House, 1929.
- Collected Poems of Elinor Wylie. Nueva York: Alfred A. Knopf, 1932.
- Last Poems of Elinor Wylie, recopilados por Jane D. Wise y prologado por William Rose Benet. Nueva York: Knopf , 1943. Chicago: Academy, 1982.
- Selected Works of Elinor Wylie. Evelyn Helmick Hively ed. Kent State U Press, 2005.

### Novelas
- Jennifer Lorn: A Sedate Extravaganza. Nueva York: Doran, 1923. Londres: Richards, 1924.
- The Venetian Glass Nephew. Nueva York: Doran, 1925. Chicago: Academy, 1984.
- The Orphan Angel. Nueva York: Knopf, 1926. También publicado bajo el título: Mortal Image. Londres: Heinemann, 1927.
- Mr. Hodge & Mr. Hazard. Nueva York. Knopf , 1928. Londres: Heinemann, 1928. Chicago: Academy, 1984.
- Collected Prose of Elinor Wylie. Nueva York: Knopf, 1933.